# 蘇泰 (官員)
蘇泰（？—？），江南省江阴县籍，元和县人。人，中國清朝官員。
以贡生捐纳知县。后任吉州直隸州知州。乾隆三十七年（1772年），任山西應州知州。乾隆四十二年（1777年），任福建建寧府知府。乾隆四十六年（1781年），他奉旨擔任台灣知府並兼署福建分巡台灣兵備道，為台灣清治時期這階段的地方統治者。1782年－1783年台灣彰化嘉義台北發生漳泉械鬥，治事無方的他被福建巡撫楊魁與來台平亂的黃仕簡參革，境孥交刑部治罪。